# 卡洛斯·阿尔贝托·托雷斯
卡洛斯·阿尔贝托·托雷斯（葡萄牙語：Carlos Alberto Torres，1944年7月17日—2016年10月25日），巴西足球运动员，司職后卫。他曾代表巴西国家队赢得了1970年世界杯，并入选20世纪世界最佳足球阵容和美国国家足球名人堂。2004年3月，他入选了比利的在世的最伟大的125名球员名单。

## 生平
卡洛斯·阿尔贝托生于里约热内卢，儿子卡洛斯·亚历山大·托雷斯也是一名职业足球运动员。

## 俱乐部生涯
卡洛斯·阿尔贝托19岁加入弗鲁米嫩塞队，他职业生涯的第一个赛季便一举成名：不仅防守出众，而且有出色的控制球能力、盘带技术和组织进攻能力，在当时作为后卫来说是很少见的。1966年他转会到桑托斯队，和贝利成为队友。1974年他回到弗鲁米嫩塞队，并帮助球队连续两次赢得里约州联赛冠军。1977年他转会去了弗鲁米嫩塞的死对头弗拉门戈队。

## 北美足球联赛
1977年，卡洛斯·阿尔贝托转会到北美足球联赛的纽约宇宙队。在那里他与老队友贝利重逢，并帮助纽约宇宙队于1977年和1978年连续两次赢得北美足球联赛冠军。1981年他转会去了加州冲浪队，一年后回到纽约宇宙队赢得了第三座北美足球联赛冠军奖杯。1982年9月28日，他在纽约宇宙队和他的老东家弗拉门戈队的表演赛中宣布挂靴。他在北美足球联赛总共踢了5个赛季119场常规赛和26场季后赛，打入8球并5次入选全明星阵容。

## 国家队生涯
卡洛斯·阿尔贝托是巴西的传奇攻击型右后卫。他于1964-1977年间曾53次入选巴西国家足球队，共打入8球。他曾进入1966年世界杯44人集训队大名单，但最终落选参加决赛圈的22人名单。这一年巴西队在英格兰世界杯上表现不佳，新任主教练若热萨尔达尼亚看好阿尔贝托的领导力，将其任命为新的国家队队长。之后，阿尔贝托带领球队在1970年世界杯决赛中击败意大利夺冠，巴西永久保存雷米特金杯，而阿尔贝托的决赛进球也被认为是世界杯历史上的最佳进球之一，賽後他亲吻和举起金杯。由于膝盖受伤，他错过了1974年世界杯。由于伤病影响，他的速度有所下降，再也不能像以前那样在边路飞驰。他阅读比赛的能力一定程度上弥补了速度下降的不足，之后改踢中后卫，并且在这个位置上再次入选国家队。1977年，他被主教练克劳迪奥·库蒂尼奥选为国家队队长并参加了1978年世界杯外围赛的前三场比赛，然后宣布退出国家队，并迅速加盟北美足球联赛。

## 教练生涯
1983年他开始作为主教练执教弗拉门戈队，之后还执教过其它许多俱乐部球队。
他还曾经担任过尼日利亚国家足球队和阿曼国家足球队的助理教练。2004年2月14日，他被任命为阿塞拜疆国家足球队主教练，于2005年6月4日输给波兰队后辞职。在那场失败的比赛里，他曾攻击助理裁判并冲进球场指责主裁判受贿。

## 职业生涯统计
| 俱乐部 | 俱乐部     | 俱乐部       | 联赛 | 联赛 |
| 赛季   | 球队       | 联赛         | 出场 | 进球 |
| 巴西   | 巴西       | 巴西         | 联赛 | 联赛 |
| ------ | ---------- | ------------ | ---- | ---- |
| 1971   | 桑托斯     | 巴甲         | 2    | 0    |
| 1972   | 桑托斯     | 巴甲         | 20   | 2    |
| 1973   | 桑托斯     | 巴甲         | 28   | 6    |
| 1974   | 弗鲁米嫩塞 | 巴甲         | 16   | 1    |
| 1975   | 弗鲁米嫩塞 | 巴甲         | 18   | 0    |
| 1976   | 弗鲁米嫩塞 | 巴甲         | 19   | 3    |
| 1977   | 弗拉门戈   | 巴甲         | 0    | 0    |
| 美国   | 美国       | 美国         | 联赛 | 联赛 |
| 1977   | 纽约宇宙   | 北美足球联赛 | 4    | 0    |
| 1978   | 纽约宇宙   | 北美足球联赛 | 25   | 2    |
| 1979   | 纽约宇宙   | 北美足球联赛 | 28   | 2    |
| 1980   | 纽约宇宙   | 北美足球联赛 | 23   | 2    |
| 1981   | 加州冲浪   | 北美足球联赛 | 19   | 2    |
| 1982   | 纽约宇宙   | 北美足球联赛 | 20   | 0    |
| 国家   | 巴西       | 巴西         | 103  | 12   |
| 国家   | 美国       | 美国         | 119  | 8    |
| 总计   | 总计       | 总计         | 222  | 20   |

| 國家 | 年   | 出场 | 进球 |
| ---- | ---- | ---- | ---- |
| 巴西 | 1964 | 3    | 0    |
| 巴西 | 1965 | 1    | 0    |
| 巴西 | 1966 | 3    | 0    |
| 巴西 | 1967 | 0    | 0    |
| 巴西 | 1968 | 18   | 5    |
| 巴西 | 1969 | 9    | 0    |
| 巴西 | 1970 | 14   | 2    |
| 巴西 | 1971 | 0    | 0    |
| 巴西 | 1972 | 1    | 1    |
| 巴西 | 1973 | 0    | 0    |
| 巴西 | 1974 | 0    | 0    |
| 巴西 | 1975 | 0    | 0    |
| 巴西 | 1976 | 1    | 0    |
| 巴西 | 1977 | 3    | 0    |
| 总计 | 总计 | 53   | 8    |

## 荣誉

### 弗鲁米嫩塞
- 里约州联赛: 1964, 1975, 1976
- 瓜纳巴拉杯: 1966, 1975

### 桑托斯队
- 南美优胜者杯: 1968
- Taça de Prata: 1968
- 圣保罗州联赛: 1967, 1968, 1969, 1973

### 纽约宇宙队
- 北美足球联赛 Soccer Bowl 冠军: 1977, 1978, 1980, 1982
- 泛大西洋杯冠军: 1980

### 巴西队
- 世界杯: 1970

### 个人荣誉
- 20世纪世界最佳足球阵容
- 在世的最伟大的125名球员名单
- 国家足球名人堂